# Callopistria miosticta
Callopistria miosticta là một loài bướm đêm trong họ Noctuidae.